# Тихомир Павловић
Тихомир Павловић (Београд, 1946 — Београд, 19. јун 2010) био је југословенски и српски професионални кошаркаш који је читаву каријеру провео у Црвеној звезди.

## Биографија
Павловић је рођен 1946. године у Београду. Оженио се Олгом, са којом је добио сина и ћерку Александру. Његов син је Мирко Павловић, бивши кошаркаш који је такође почео каријеру у Црвеној звезди Мирко је играо колеџ кошарку за Јужни Илиноис и био генерални менаџер у Црвеној звезди током двехиљадедесетих година.
Павловић је такође био пилот и власник прве мини голф стазе у Београду. Преминуо је 19. јуна 2010. године у Београду.

## Каријера
Читаву каријеру провео је у Црвеној звезди, где је играо са Зораном Славнићем, Драганом Капичићем, Љубодрагом Симоновићем, Драгишом Вучинићем, Сретеном Драгојловићем, Ратомиром Вићентићем, Срђаном Шкулићем и Владимиром Цветковићем. Са Црвеном звездом освојио је два пута Прву лигу Југославије, у сезонама 1968/69. и 1971/72.
Осамнаестогодињши Павловић био је члан Београдске селекције која је у мају 1964. године одиграла две егзибиционе утакмице против НБА ол-стара у чијем тиму су играли Бил Расел, Боб Петит, Оскар Робертсон, Боб Кузи, Џери Лукас, Кеј Си Џоунс, Том Гола, Том Хејнсон, а тренирао их је Ред Ауербак.
Играо је за репрезентацију Југославије до 18 година, када су били седми на Европском првенству у Напуљу. Током пет турнирских утакмица просечно је бележио 4,6 поена по мечу.